# Echthistatodes
Echthistatodes is een kevergeslacht uit de familie van de boktorren (Cerambycidae). De wetenschappelijke naam van het geslacht werd voor het eerst geldig gepubliceerd in 1938 door Gressitt.

## Soorten
Echthistatodes omvat de volgende soorten:
- Echthistatodes brunneus Gressitt, 1938
- Echthistatodes subobscurus Holzschuh, 1993